# Coquelles
Pour les articles ayant des titres homophones, voir Coquelle.
Coquelles (en néerlandais : Kalkwelle) est une commune française située dans le département du Pas-de-Calais en région Hauts-de-France. Ses habitants sont appelés les Coquellois. La commune est membre de la communauté d'agglomération Grand Calais Terres et Mers qui regroupe 14 communes et totalise 98 828 habitants en 2021.
La commune de Coquelles est située dans le nord du département du Pas-de-Calais, limitrophe de la commune de Calais. C’est une commune de type ceinture urbaine, appartenant à l’unité urbaine de Calais, avec une population de 2 625 habitants au dernier recensement de 2022, sa population a plus que doublé depuis les années 1970 (1 248 habitants en 1975).
Coquelles est surtout connue pour accueillir le terminal du tunnel sous la Manche et pour ses commerces destinés à ceux qui empruntent le tunnel.
Sur le plan des milieux naturels et de la biodiversité, le territoire communal est riche de deux espaces protégés et gérés, de deux ZNIEFF et d'un site Natura 2000.
Sur le territoire communal se trouve un moulin à vent qui fait l’objet d’une inscription au titre des monuments historiques, ainsi que d'un site classé, la vieille tour de l'ancienne église de Coquelles.

## Géographie

### Localisation
Coquelles est une petite ville, située dans le nord du département du Pas-de-Calais et la région Hauts-de-France.
À proximité du littoral de la Côte d'Opale, la ville de Coquelles s'étend sur moins de 9 km2 (zone d'activité du tunnel sous la Manche exclue) et est limitrophe, au nord-est, de Calais (chef-lieu d'arrondissement et aire d'attraction).
Cette ville se trouve à 27 kilomètres au nord-est de Boulogne-sur-Mer, à 100 kilomètres au nord-ouest de Lille et à 250 kilomètres au nord de Paris.
Le territoire de la commune est limitrophe de ceux de sept communes.
Les communes limitrophes sont Sangatte, Peuplingues, Bonningues-lès-Calais, Calais, Coulogne, Fréthun et Hames-Boucres.

### Géologie et relief
La superficie de la commune est de 8,77 km2 ; son altitude varie de 0  à   53 m.

### Hydrographie
Le territoire de la commune est situé dans le bassin Artois-Picardie.
La commune est traversée par cinq cours d'eau :
- le canal des Pierrettes, d'une longueur de 17,91 km, qui prend sa source dans la commune d'Ardres et se jette dans le canal de Calais au niveau de la commune de Calais[4] ;
- la rivière d'Hames-Boucres, d'une longueur de 9,52 km, qui prend sa source dans la commune de Guînes et termine sa course dans la commune de Coquelles[5] ;
- le watergang de Sangatte, d'une longueur de 6,72 km, qui prend sa source dans la commune de Sangatte et se jette dans le canal des Pierrettes au niveau de la commune de Calais[6] ;
- le watergang du Centre, d'une longueur de 5,79 km, qui prend sa source dans la commune de Saint-Tricat et se jette dans le canal des Pierrettes au niveau de la commune de Calais[7] ;
- le ruisseau de Coquelles, d'une longueur de 1,94 km, qui prend sa source dans la commune et se jette dans la rivière d'Hames-Boucres au niveau de la commune[8].

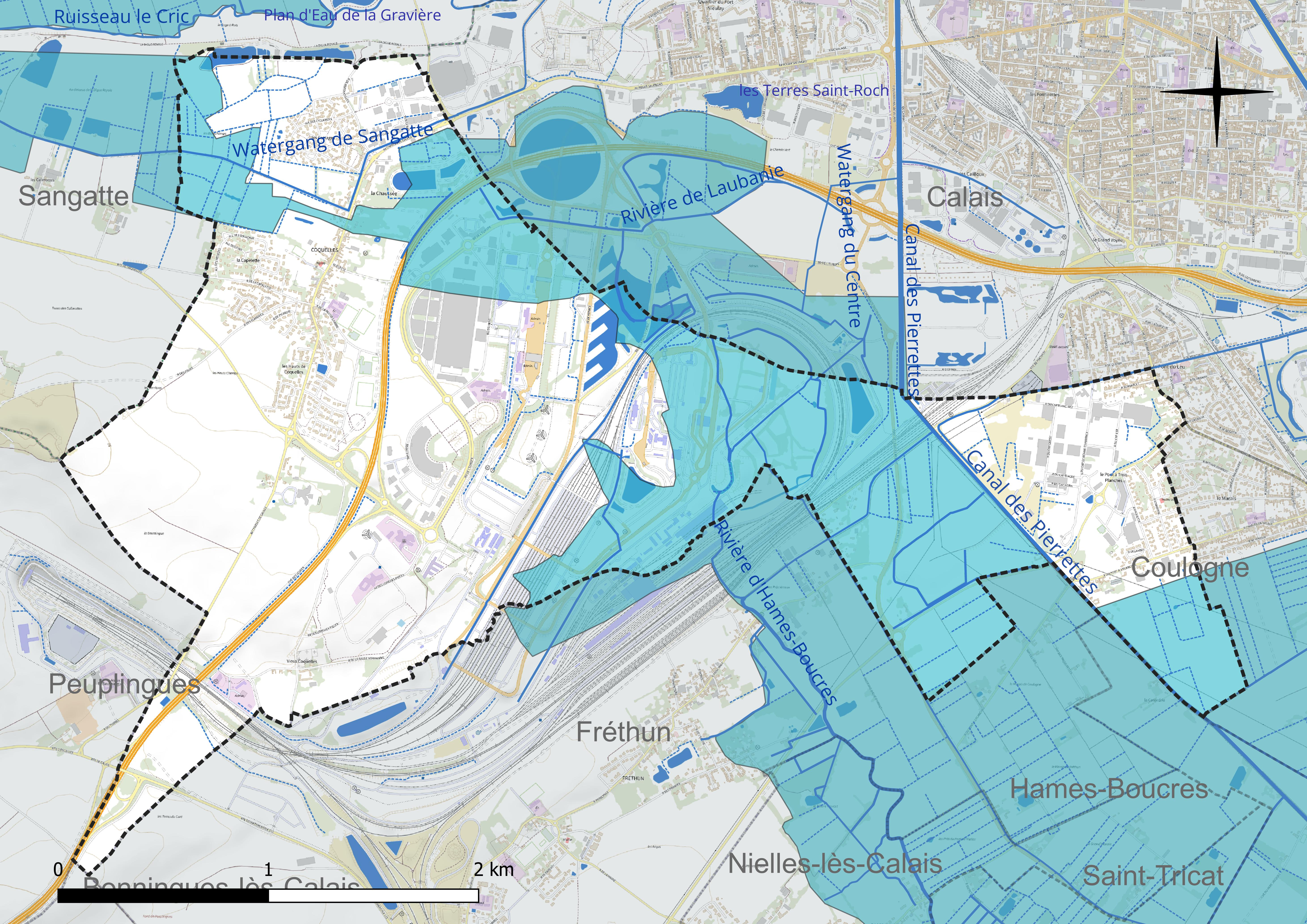
Réseau hydrographique de Coquelles.

### Climat
Pour des articles plus généraux, voir Climat des Hauts-de-France et Climat du Pas-de-Calais.
En 2010, le climat de la commune est de type climat océanique franc, selon une étude du CNRS s'appuyant sur une série de données couvrant la période 1971-2000. En 2020, Météo-France publie une typologie des climats de la France métropolitaine dans laquelle la commune est exposée à un climat océanique et est dans la région climatique Côtes de la Manche orientale, caractérisée par un faible ensoleillement (1 550 h/an) ; forte humidité de l’air (plus de 20 h/jour avec humidité relative > 80 % en hiver), vents forts fréquents.
Pour la période 1971-2000, la température annuelle moyenne est de 10,7 °C, avec une amplitude thermique annuelle de 12,9 °C. Le cumul annuel moyen de précipitations est de 849 mm, avec 12,1 jours de précipitations en janvier et 7,8 jours en juillet. Pour la période 1991-2020, la température moyenne annuelle observée sur la station météorologique la plus proche, située sur la commune de Marck à 11 km à vol d'oiseau, est de 11,0 °C et le cumul annuel moyen de précipitations est de 737,1 mm,. Pour l'avenir, les paramètres climatiques de la commune estimés pour 2050 selon différents scénarios d'émission de gaz à effet de serre sont consultables sur un site dédié publié par Météo-France en novembre 2022.

### Paysages
Pour un article plus général, voir Paysage en France.

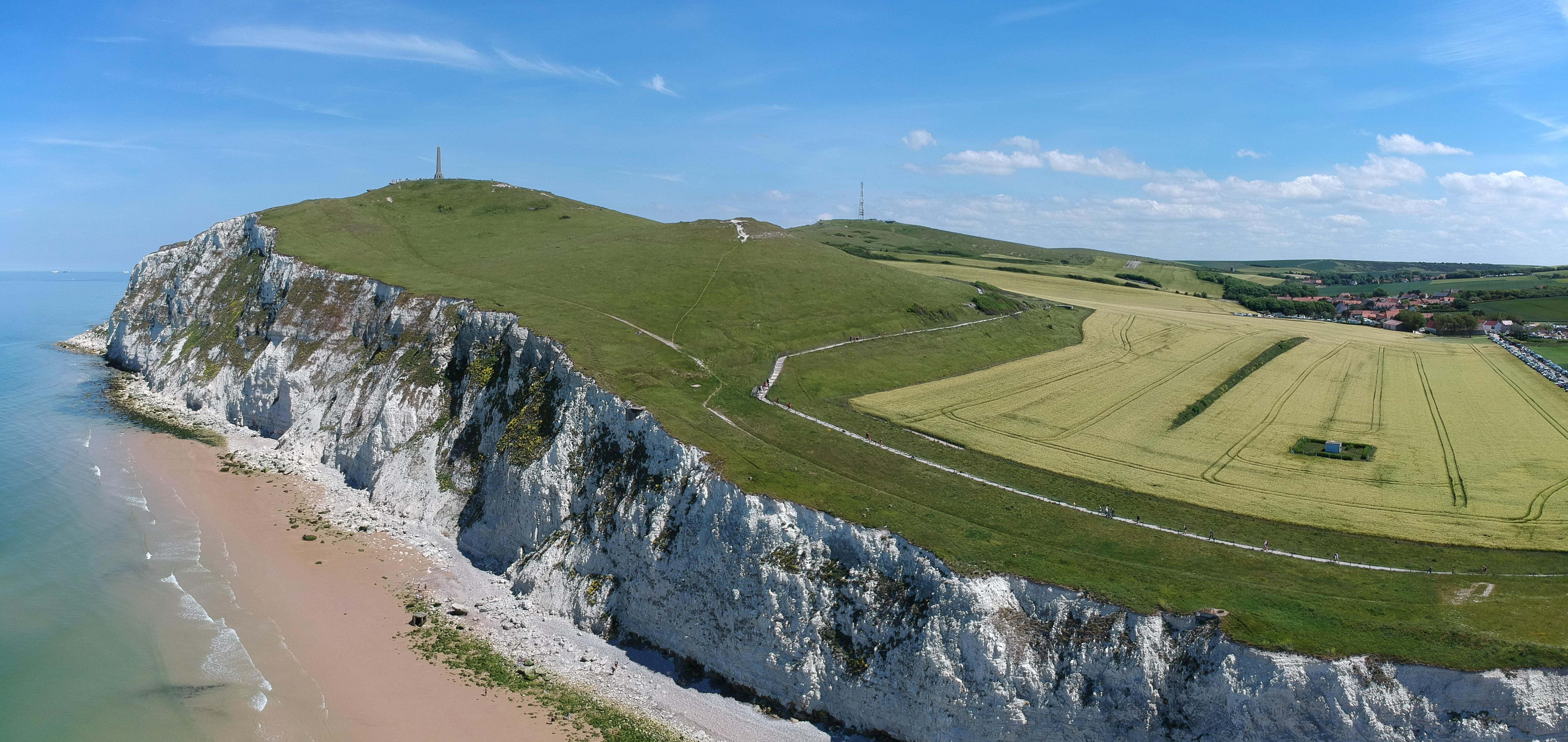
Une vue de ces « paysages des falaises d’Opale » et le cap Blanc-Nez.

La commune est située à la jonction de deux paysages tels qu’ils sont définis dans l’atlas de paysages de la région Nord-Pas-de-Calais, conçu par la direction régionale de l'Environnement, de l'Aménagement et du Logement (DREAL), :
- les « paysages des falaises d’Opale », qui concernent 30 communes, s’étendent le long de la côte, d’Équihen-Plage  à Sangatte, sur une bande d’environ 50 kilomètres de long et d’un maximum de 5 kilomètres de large, l'autoroute A 16 étant la frontière à l'est. Ils sont constitués, d’une part, par les falaises d’Opale où se trouve le grand site des Deux Caps qui, avec le cap Blanc-Nez, culmine à 150 mètres, ces falaises offrent un belvédère sur le détroit du Pas de Calais  avec la possibilité de voir les côtes d’Angleterre, et d’autre part, vers l’intérieur des terres, avec les paysages littoraux qui jouxtent ceux des coteaux calaisiens et du pays de Licques, d'un paysage alternant collines, vallons et bocages.

L’occupation des sols se répartit en 43 % de cultures pour les paysages arrière-littoraux, 20 % de sols artificialisés, 20 % de prairies et forêts et 10 % de plage.
Les crans constituent une des particularités de ces côtes à falaises. Les crans sont des vallées suspendues qui se sont retrouvées le « nez en l’air », soit du fait de l’affaissement du détroit du Pas de Calais, soit par la baisse du niveau de la mer comme le cran d’Escalles, le cran Mademoiselle, le cran Poulet, le cran Barbier, le cran des Sillers, le cran de Quette et le cran aux Œufs, situés, eux, sur la commune d’Audinghen.
Ces paysages sont traversés par trois fleuves côtiers, la Liane (Boulogne-sur-Mer), le Wimereux (Wimereux) et la Slack (Ambleteuse), et par le sentier de grande randonnée GR 120 ou GR littoral, appelé aussi sentier des douaniers, qui chemine le long de ces paysages et offre un magnifique panorama ;
- les « paysages des dunes de la mer du Nord » concernent 23 communes du Nord et du Pas-de-Calais avec trois pôles d’attraction que sont Calais à l'ouest et Dunkerque à l’est et, dans une moindre mesure, Gravelines au centre où se trouve le delta du fleuve côtier l’Aa. On y distingue trois parallèles : la frange côtière avec son cordon dunaire ; l'ancienne route nationale 1 et l'Autoroute A16.

Ces paysages sont composés d’un cordon dunaire de 60 km typique des paysages nordiques et que l’on retrouve aux Pays-Bas et en Belgique. Ce cordon littoral datant du VIIIe siècle s’est constitué durant la dernière transgression marine et joue un rôle de digue en protégeant la plaine maritime de l’invasion de la mer. Sa taille n’excède pas, en largeur, quelques centaines de mètres et, en hauteur, une dizaine de mètres.
Une particularité de ces paysages est la présence de moëre (marais en flamand), point le plus bas du territoire français, avec une altitude de - 4 m. leur assèchement est entrepris dès 1619 par 23 moulins à vent qui vont pomper l’eau et l’acheminer vers la mer par des watringues. Ces polders, terres gagnées sur la mer,  ainsi constitués sont les plus anciens de l’Europe du Nord.
Les cultures ne représentent que 35 % de ces paysages des dunes de la mer du Nord.
Concernant l'activité humaine, à l’ouest de ces paysages se trouve : la région de Calais, avec le tunnel sous la Manche et l'activité portuaire de Calais tournée vers l’Angleterre ; à l’est, la zone urbaine de Dunkerque et ses installations portuaires et, au centre, la zone de Gravelines avec son port de plaisance et sa centrale nucléaire.
Sur le plan de la biodiversité, on y observe de nombreux déplacements d’oiseaux marins, côtiers ou terrestres ainsi que des phoques veau-marin installés sur les bancs de sable.

### Milieux naturels et biodiversité

#### Espaces protégés et gérés
La protection réglementaire est le mode d’intervention le plus fort pour préserver des espaces naturels remarquables et leur biodiversité associée.
Dans ce cadre, on trouve sur le territoire de la commune deux terrains protégés et gérés : 
- le cap Blanc-Nez, terrain acquis par le Conservatoire du littoral, d'une superficie de 343 ha[19] ;
- les prairies de la ferme aux Trois Sapins, d'une superficie de 272 hectares. Terrain géré (location, convention de gestion) par le Conservatoire d'espaces naturels des Hauts-de-France[20].

#### Zones naturelles d'intérêt écologique, faunistique et floristique
L’inventaire des zones naturelles d'intérêt écologique, faunistique et floristique (ZNIEFF) a pour objectif de réaliser une couverture des zones les plus intéressantes sur le plan écologique, essentiellement dans la perspective d’améliorer la connaissance du patrimoine naturel national et de fournir aux différents décideurs un outil d’aide à la prise en compte de l’environnement dans l’aménagement du territoire.
Le territoire communal comprend deux ZNIEFF de type 1 : 
- le site du Cap Blanc-Nez, mont d’Hubert, mont Vasseur et fond de la Forge. Ce site marque la fin de la partie nord des collines de l'Artois sur laquelle se trouve la seule falaise crétacique littorale de la région Nord-Pas de Calais, culminant à plus de 150 m[21] ;
- la prairie de la ferme des trois sapins. La ZNIEFF, qui tire son nom d’une ferme présente anciennement à cet endroit, est constituée d’un complexe d’anciennes prairies humides, de roselières, cariçaies et mégaphorbiaies associées à de nombreux fossés et mares[22].

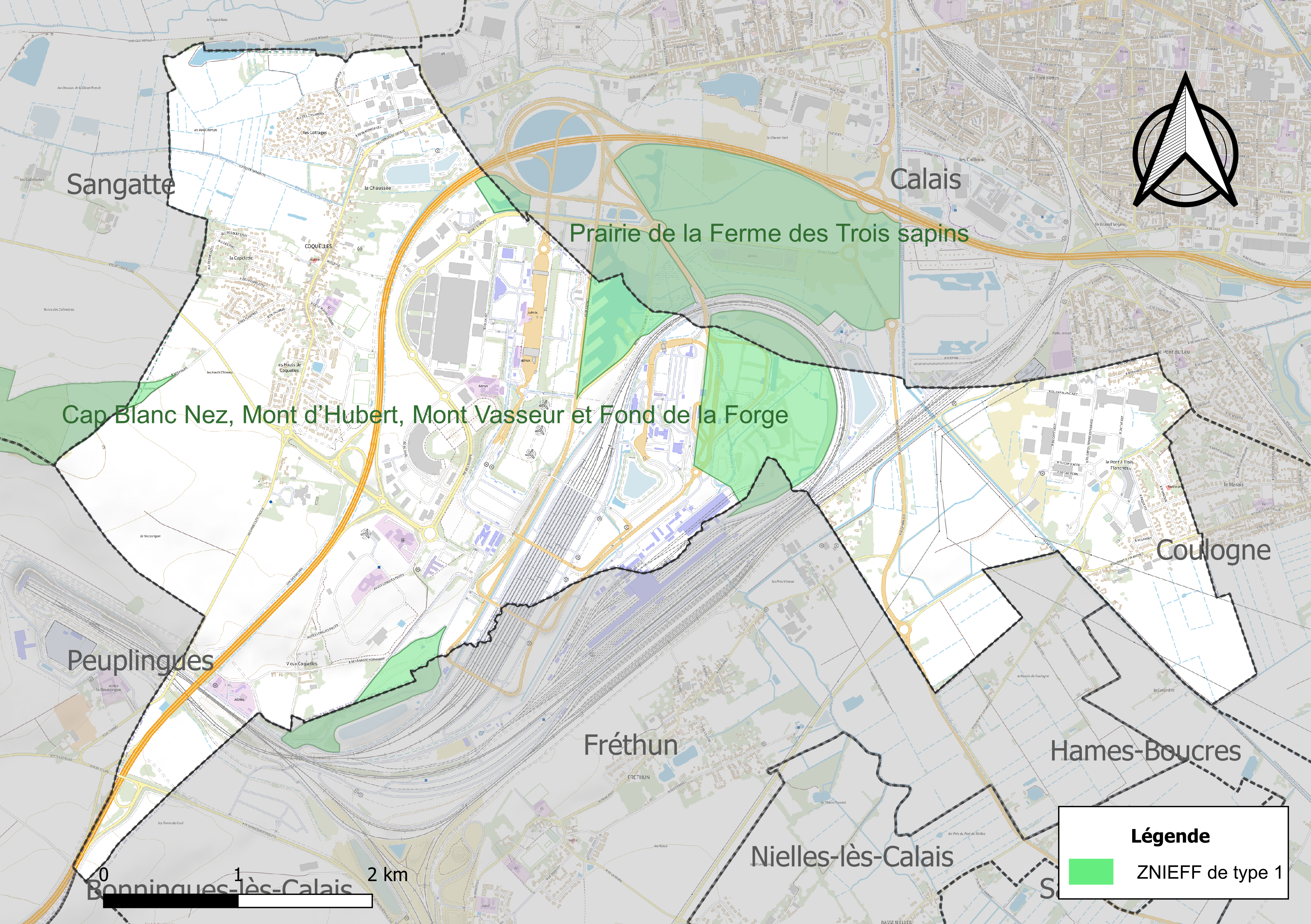
Carte des ZNIEFF sur la commune.

#### Site Natura 2000
Le réseau Natura 2000 est un réseau écologique européen de sites naturels d’intérêt écologique élaboré à partir des directives « habitats » et « oiseaux ». Ce réseau est constitué de zones spéciales de conservation (ZSC) et de zones de protection spéciale (ZPS). Dans les zones de ce réseau, les États membres s'engagent à maintenir dans un état de conservation favorable les types d'habitats et d'espèces concernés, par le biais de mesures réglementaires, administratives ou contractuelles.
Sur la commune, un site Natura 2000 de type B est défini en site d'importance communautaire (SIC) : les falaises et pelouses du cap Blanc-Nez, du mont d'Hubert, des Noires Mottes, du fond de la Forge et du mont de Couple, d'une superficie de 728 ha dont 40 % de superficie marine, avec une altitude maximum de 162 m.

## Urbanisme

### Typologie
Au 1er janvier 2024, Coquelles est catégorisée ceinture urbaine, selon la nouvelle grille communale de densité à sept niveaux définie par l'Insee en 2022.
Elle appartient à l'unité urbaine de Calais, une agglomération intra-départementale regroupant six  communes, dont elle est une commune de la banlieue,,. Par ailleurs la commune fait partie de l'aire d'attraction de Calais, dont elle est une commune de la couronne,. Cette aire, qui regroupe 45 communes, est catégorisée dans les aires de 50 000 à moins de 200 000 habitants,.

### Occupation des sols
L'occupation des sols de la commune, telle qu'elle ressort de la base de données européenne d’occupation biophysique des sols Corine Land Cover (CLC), est marquée par l'importance des territoires artificialisés (64,5 % en 2018), en augmentation par rapport à 1990 (60,9 %). La répartition détaillée en 2018 est la suivante : 
zones industrielles ou commerciales et réseaux de communication (53,9 %), terres arables (21,3 %), zones agricoles hétérogènes (12,1 %), zones urbanisées (10,6 %), prairies (2,1 %). L'évolution de l’occupation des sols de la commune et de ses infrastructures peut être observée sur les différentes représentations cartographiques du territoire : la carte de Cassini (XVIIIe siècle), la carte d'état-major (1820-1866) et les cartes ou photos aériennes de l'IGN pour la période actuelle (1950 à aujourd'hui).

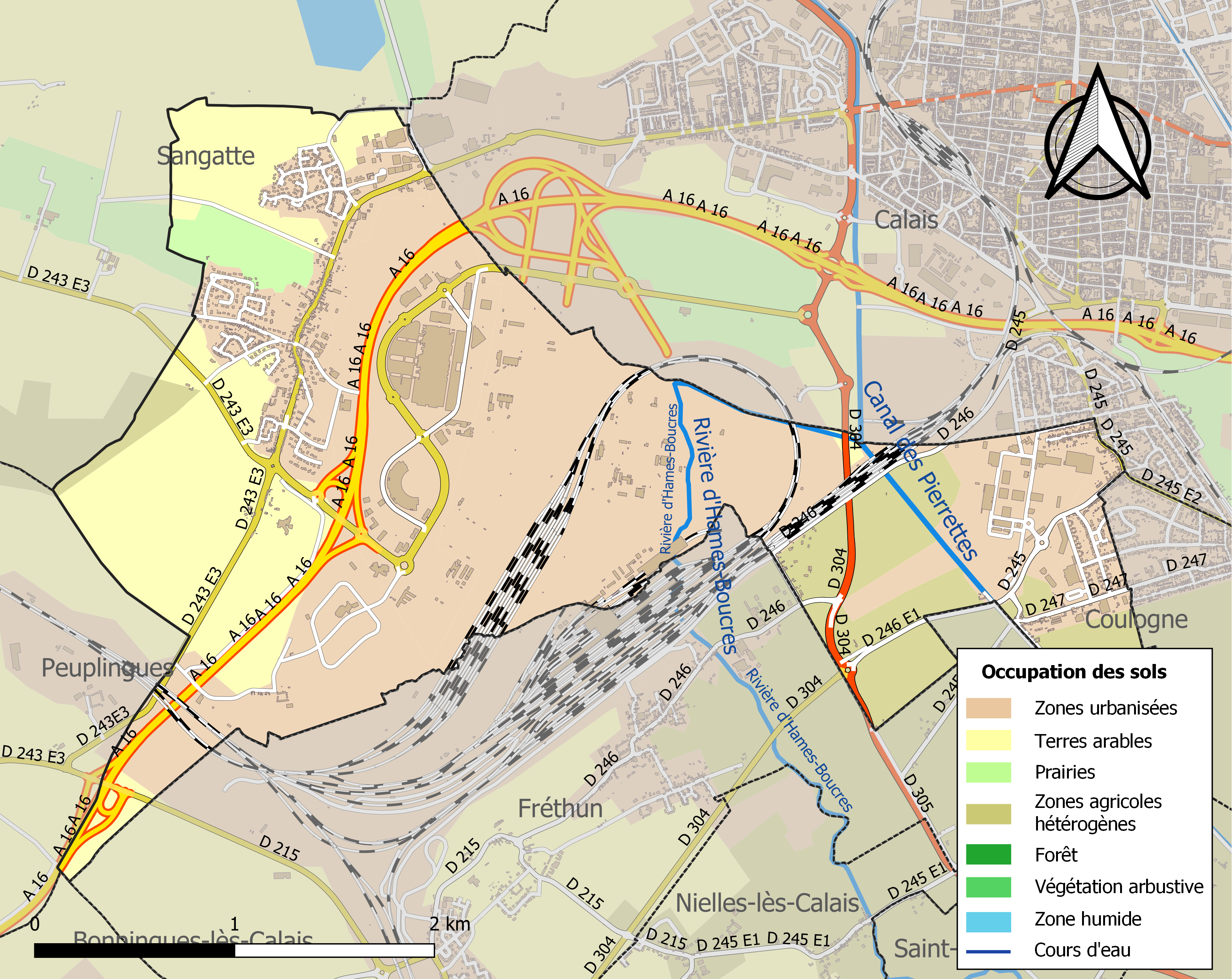
Carte des infrastructures et de l'occupation des sols de la commune en 2018 (CLC).

### Voies de communication et transports
La ville est desservie par de nombreuses infrastructures routières et ferroviaires, essentiellement grâce à sa position géographique, à l'extrémité du tunnel sous la Manche.

#### Voies de communication
Coquelles est accessible à partir de l'Angleterre, en passant par le tunnel sous la Manche.
Côté français, la ville est accessible par l'autoroute A16 qui relie la région parisienne à la frontière avec la Belgique à la hauteur de Bray-Dunes, via Beauvais, Amiens, Abbeville, Boulogne, Calais et Dunkerque.
Coquelles est également située à proximité de l'autoroute A26 qui relie Calais à Troyes.
La commune est également accessible à partir des communes voisines par voiture ou par bus.

#### Transports ferroviaires
La ville est située à proximité de la gare de Calais-Fréthun, desservie par des Eurostar vers Londres, Bruxelles et Paris, par des TGV et des TERGV vers Lille et Boulogne, et des TER vers des destinations proches.

#### Transports en commun
La commune est desservie par les lignes 1, 6, 7, 12 et 13 du réseau Imag'in de Calais.

#### Infrastructure portuaire
Coquelles est située à proximité du port de Calais, premier port français pour le trafic de voyageurs entre la France et l'Angleterre.

### Risques naturels et technologiques
Le 18 juin 2019, un arrêté reconnaissant l'état de catastrophe naturelle sécheresse a été pris, pour onze communes du Pas-de-Calais, dont Coquelles, afin que puisse avoir lieu l'indemnisation par les assurances des cas de maisons ou bâtiments fissurés à la suite du retrait-gonflement des argiles.

## Toponymie
| Formes successives du nom attestées pour la localité, - Qualquella, 1145, Miraeus, - Calquella, 1168, Gallia Christianensis, chroniques de Lambert d'Ardres - Calquelloe, 1170, cartulaire de l'abbaye Saint Augustin, - Calquele, vers 1173, Calquilla, 1193, chroniques de l'abbaye Saint-Médard d'Andres - Kalquella, 1183, chroniques de l'abbaye de Licques, - Calcuilla, 1194, Miraeus, - Cauquelle, layette du Trésor des Chartes, - Calhuille, 24 mars 1359, Traité de Londres, - Quanquella, XVe siècle, cartulaire de l'abbaye Saint Augustin, - Cauqueulle, 1480, terrier d'Andres, - Calkewell, 1556, terrier anglais du Calaisis - Coquelles, en 1789 - Coquelles, en 1801, Bulletin des lois |

Les coques ou croques (krupp chez les Flamands ou Allemands ) désignaient les meules de foins qui permettaient de stocker le foin en hiver. Presque toutes les familles possèdaient une vache et dressaient des coques pour l'hiver. Ce nom est d'origine celte.
Dérivé de calceata. Son nom pourrait être d’origine latine, dérivant soit de la chaux qu’on y faisait, soit de la chaussée romaine qui traversait le territoire.

## Histoire
Au début du XIIe siècle, le seigneur de Coquelles épouse Emme de Marck, fille du seigneur et vicomte de Marck Elembert Ier de Marck et d'Adeline de Licques, fille d'Eustache le Vieil, seigneur de Licques.
Plus tard dans le siècle, Eustache seigneur de Cauquelles épouse Adelis de Campagne (Campagne-lès-Guînes), fille d'Henry de Campagne, seigneur d'Andres. Adelis va épouser en secondes noces Raoul ou Rodolphe de Fiennes.
Vers 1191, Ide de Lorraine, comtesse de Boulogne, déclare que l'abbaye Saint-Médard d'Andres a récupéré la dîme possédée à Calquele par Alulphe d'Alès moyennant finance, et avec l'accord d'Ide et de ses deux maris, Matthieu (? Matthieu est le nom de son père mais non celui d'un de ses maris) et Gérard de Gueldre (Gérard de Boulogne).
En 1193, Eustache de Calquilla, marié à Adelide, est seigneur d'Andres et il cède à l'abbaye d'Andres des biens au moment où il prend l'habit religieux.
Coquelles faisait partie des paroisses proches de Calais occupées par les Anglais depuis le 4 août 1347, date à laquelle ceux-ci ont pris Calais. Elle est restée anglaise pendant 150 ans jusqu'à janvier 1558, date à laquelle les Français reprennent Calais (siège de Calais 1558).
Pendant la Première Guerre mondiale, Coquelles fait partie en 1917-1918 d'un commandement d'étapes basé à Fréthun, puis à Coulogne c'est-à-dire un élément de l'armée organisant le stationnement de troupes, comprenant souvent des chevaux, pendant un temps plus ou moins long, sur les communes dépendant du commandement, en arrière du front. Coquelles a donc accueilli des troupes de passage, en août 2017, s'y édifie un camp vétérinaire anglais. La commune dépend également du commandement d'étapes de Guînes.

### La seigneurie de Coquelles
Décrite ainsi : « Terre à clocher, située autour de l'ancienne église, comportant un “nombre important” de maisons ».
Autour de l'an 1000, Adèle de Selvesse (née vers 1015), tient le fief de l’évêque de Thérouanne, et les terres de Coquelles.
Elbodon De Bergues (né vers 1010), fils du châtelain de Bergues, serait devenu seigneur d'Ardres de par son mariage avec Adèle de Selve, dame d'Ardres.
Leur fils Arnould Ier, vicomte d'Ardres (1040 - 1093), semble être le premier à être qualifié de baron d'Ardres et serait peut-être le premier seigneur connu de Coquelles.
Ultérieurement, nous trouvons la filiation qui suit des seigneurs de Coquelles :
Louis Ier de Bournonville, seigneur de Bournonville, (1080 - 1125), épouse Sylvie de Coquelles (1085 - 1126), dame de Coquelles et qui serait une fille bâtarde du duc de Normandie et roi d'Angleterre, Guillaume le Conquérant.

### Territoire de la commune
Une ordonnance royale du 8 janvier 1834 transfert à la commune de Coquelles une enclave qui dépend de Fréthun.

## Politique et administration

### Découpage territorial
La commune se trouve dans l'arrondissement de Calais du département du Pas-de-Calais.

#### Commune et intercommunalités
La commune est membre de la communauté d'agglomération Grand Calais Terres et Mers.

#### Circonscriptions administratives
La commune est rattachée au canton de Calais-1.

#### Circonscriptions électorales
Pour l'élection des députés, la commune fait partie de la septième circonscription du Pas-de-Calais.

### Élections municipales et communautaires

#### Liste des maires
| Période      | Période                      | Identité                    | Étiquette | Qualité |
| ------------ | ---------------------------- | --------------------------- | --------- | --- |
| octobre 1940 | juillet 1975                 | Abel Mobailly (1898-1975)   |           | Cultivateur-éleveur Décédé en fonction |
| juillet 1975 | mars 1983                    | Michel Grassien             |           | Directeur d'école |
| mars 1983    | juin 1995                    | Pierre Crespel              | DVD       | Instituteur |
| juin 1995    | mai 2003                     | Astrid Crespel              | SE        | Démissionnaire |
| juin 2003    | juin 2006                    | Michel Selingue (1957-2009) | DVD       | Décédé en fonction |
| juin 2006    | En cours (au 7 février 2022) | Michel Hamy                 | DVD       | Employé de banque Premier adjoint au maire (2001 → 2006) Conseiller général de Calais-Nord-Ouest (2008 → 2015) Conseiller départemental de Calais-1 (2015 → ) Réélu pour le mandat 2014-2020, Réélu pour le mandat 2020-2026, |

## Équipements et services publics

### Espaces publics
La commune est labellisée « 3 fleurs » au concours des villes et villages fleuris.

### Santé
La commune de Coquelles dispose d'une clinique privée ouverte en 2006.

### Justice, sécurité, secours et défense
La commune dépend du tribunal judiciaire de Boulogne-sur-Mer, du conseil de prud'hommes de Boulogne-sur-Mer, de la cour d'appel de Douai, du tribunal de commerce de Boulogne-sur-Mer, du tribunal administratif de Lille, de la cour administrative d'appel de Douai, de la cour administrative d'appel de Douai, du pôle nationalité du tribunal judiciaire de Boulogne-sur-Mer et du tribunal pour enfants de Boulogne-sur-Mer.
Un centre de rétention administrative, destiné à emprisonner les étrangers dépourvus de titre de séjour, est construit à Coquelles par Bouygues dans les années 2000.

## Population et société

### Démographie

#### Évolution démographique
L'évolution du nombre d'habitants est connue à travers les recensements de la population effectués dans la commune depuis 1793. Pour les communes de moins de 10 000 habitants, une enquête de recensement portant sur toute la population est réalisée tous les cinq ans, les populations de référence des années intermédiaires étant quant à elles estimées par interpolation ou extrapolation. Pour la commune, le premier recensement exhaustif entrant dans le cadre du nouveau dispositif a été réalisé en 2005.

En 2022, la commune comptait 2 625 habitants, en évolution de +4,87 % par rapport à 2016 (Pas-de-Calais : −0,72 %, France hors Mayotte : +2,11 %).
| 1793 | 1800 | 1806 | 1821 | 1831 | 1836 | 1841 | 1846 | 1851 |
| ---- | ---- | ---- | ---- | ---- | ---- | ---- | ---- | ---- |
| 360  | 273  | 340  | 394  | 443  | 452  | 436  | 448  | 438  |

| 1856 | 1861 | 1866 | 1872 | 1876 | 1881 | 1886 | 1891 | 1896 |
| ---- | ---- | ---- | ---- | ---- | ---- | ---- | ---- | ---- |
| 410  | 440  | 486  | 452  | 455  | 494  | 557  | 619  | 623  |

| 1901 | 1906 | 1911 | 1921 | 1926 | 1931 | 1936 | 1946 | 1954 |
| ---- | ---- | ---- | ---- | ---- | ---- | ---- | ---- | ---- |
| 630  | 655  | 736  | 846  | 862  | 927  | 877  | 866  | 972  |

| 1962  | 1968  | 1975  | 1982  | 1990  | 1999  | 2005  | 2006  | 2010  |
| ----- | ----- | ----- | ----- | ----- | ----- | ----- | ----- | ----- |
| 1 144 | 1 158 | 1 248 | 2 081 | 2 133 | 2 370 | 2 353 | 2 332 | 2 291 |

| 2015  | 2020  | 2022  | - | - | - | - | - | - |
| ----- | ----- | ----- | - | - | - | - | - | - |
| 2 519 | 2 601 | 2 625 | - | - | - | - | - | - |

#### Pyramide des âges
La population de la commune est relativement âgée.
En 2018, le taux de personnes d'un âge inférieur à 30 ans s'élève à 27,0 %, soit en dessous de la moyenne départementale (36,7 %). À l'inverse, le taux de personnes d'âge supérieur à 60 ans est de 38,9 % la même année, alors qu'il est de 24,9 % au niveau départemental.
En 2018, la commune comptait 1 192 hommes pour 1 411 femmes, soit un taux de 54,21 % de femmes, largement supérieur au taux départemental (51,5 %).
Les pyramides des âges de la commune et du département s'établissent comme suit.
| Hommes | Classe d’âge | Femmes |
| ------ | ------------ | ------ |
| 1,0    | 90 ou +      | 4,5    |
| 8,4    | 75-89 ans    | 12,1   |
| 25,3   | 60-74 ans    | 25,8   |
| 19,7   | 45-59 ans    | 17,7   |
| 16,4   | 30-44 ans    | 14,7   |
| 13,5   | 15-29 ans    | 10,4   |
| 15,7   | 0-14 ans     | 14,9   |

| Hommes | Classe d’âge | Femmes |
| ------ | ------------ | ------ |
| 0,5    | 90 ou +      | 1,6    |
| 5,6    | 75-89 ans    | 8,9    |
| 16,7   | 60-74 ans    | 18,1   |
| 20,2   | 45-59 ans    | 19,2   |
| 18,9   | 30-44 ans    | 18,1   |
| 18,2   | 15-29 ans    | 16,2   |
| 19,9   | 0-14 ans     | 17,9   |

## Économie

### Entreprises et commerces

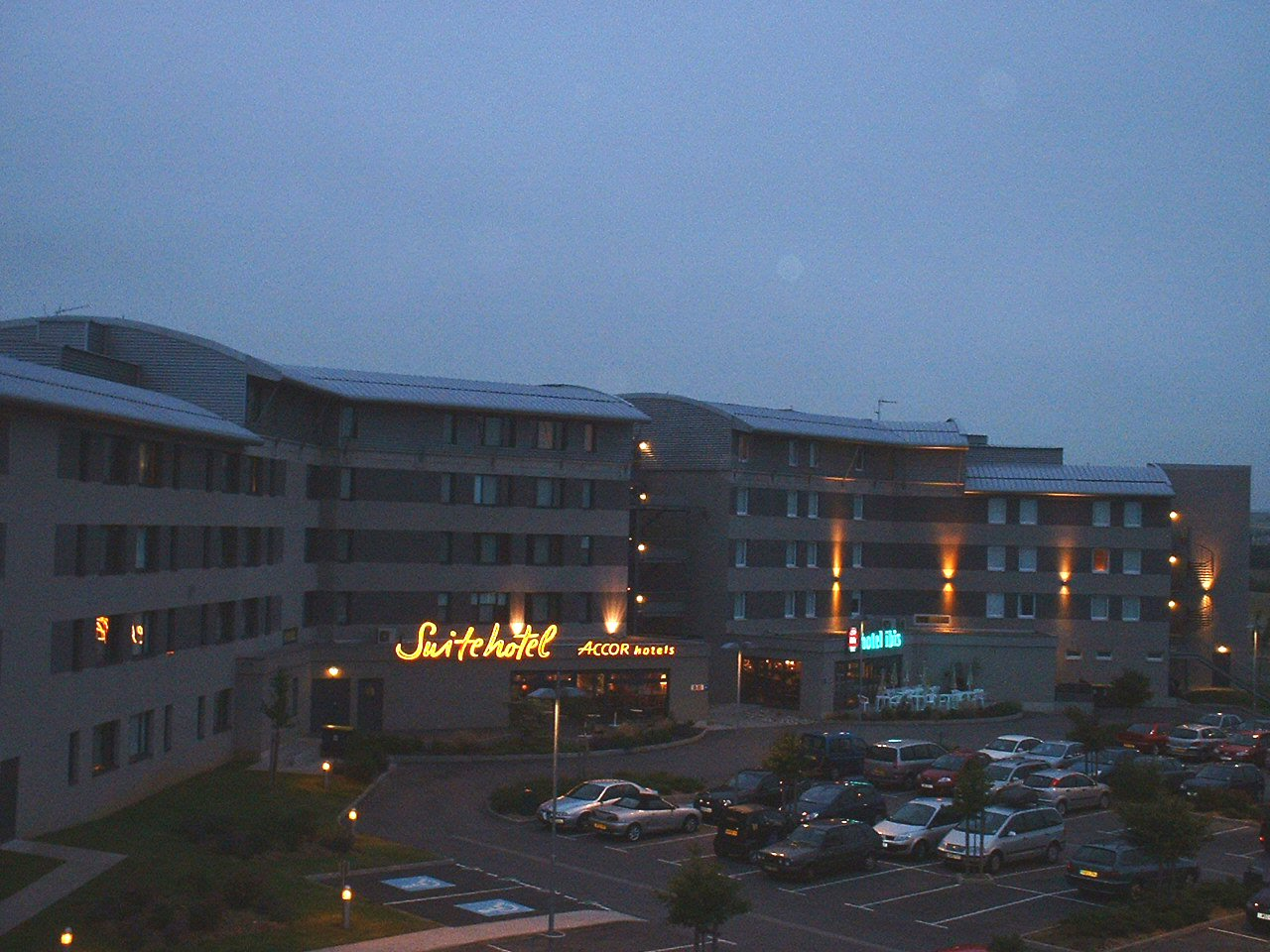
Suite Hôtel Accor à Coquelles.

#### Commerces
La ville de Coquelles dispose de plus de 200 magasins, dont plusieurs enseignes de luxe (sur le Channel Outlet Centre, anciennement Marques Avenue), et une vingtaine de restaurants majoritairement ciblés vers la clientèle britannique.
En 1995, un an après l'ouverture du tunnel, un grand centre commercial est créé : la Cité Europe. Il a permis à Coquelles de développer l'emploi et les activités commerciales en attirant des clients de tout le Calaisis, mais également des habitants de la région et des Britanniques.

#### Zone d'activités
En 2007, la ville de Coquelles ouvre une zone d'activité nommée « Les Terrasses ». Elle est située derrière la clinique privée de Coquelles et les emplacements sont réservés aux sièges de grandes entreprises.

#### Hôtellerie
On trouve 850 chambres d'hôtel (Bed and breakfast, Hôtel Formule 1, Hôtel Kyriad, Etap Hôtel, Hôtel Ibis, Suite Hôtel Accor, B&B Hotels, Holiday Inn) à Coquelles.

#### Industrie

##### Courtaulds S.A.
L'usine de Soie artificielle de Calais, a été construite en 1925.
En 1935, les fabricants de soie de Lyon ayant réussi à faire interdire l'appellation de soie artificielle, l'entreprise prend alors le nom de Filés de Calais. La même année commence la production de fibranne. En décembre de cette année, la ville de Calais, espérant récupérer cette nouvelle industrie, dépose une requête afin d'acquérir une partie du territoire de Coquelles, elle restera sans suite.
À la suite de l'invasion allemande de 1940, l'usine doit cesser ses activités qui ne reprendront, au ralenti, qu'en décembre de la même année. En avril/mai 1942, de nouveaux bombardements amèneront un nouvel arrêt. De 1945 à 1960, les locaux sont remis en état et modernisés ; la fabrication reprend et de nouvelles filatures sont installées.
En 1965, la filature prend le nom de Courtaulds S.A., résultat de la fusion des Filés de Calais et de Courtaulds France. L'unité coquelloise ferme définitivement en juillet 1990 et laisse la place à une zone d'activités rebaptisée Coutimmo/Eurocap,.

#### Exploitation ferroviaire
Le tunnel sous la Manche a permis le développement d'un terminal ferroviaire ainsi que l'ouverture de grandes zones d'activités. Le terminal de Coquelles s'étend sur 700 hectares, parmi lesquels 90 000 m2 sont consacrés aux activités commerciales et culturelles de la Cité Europe.

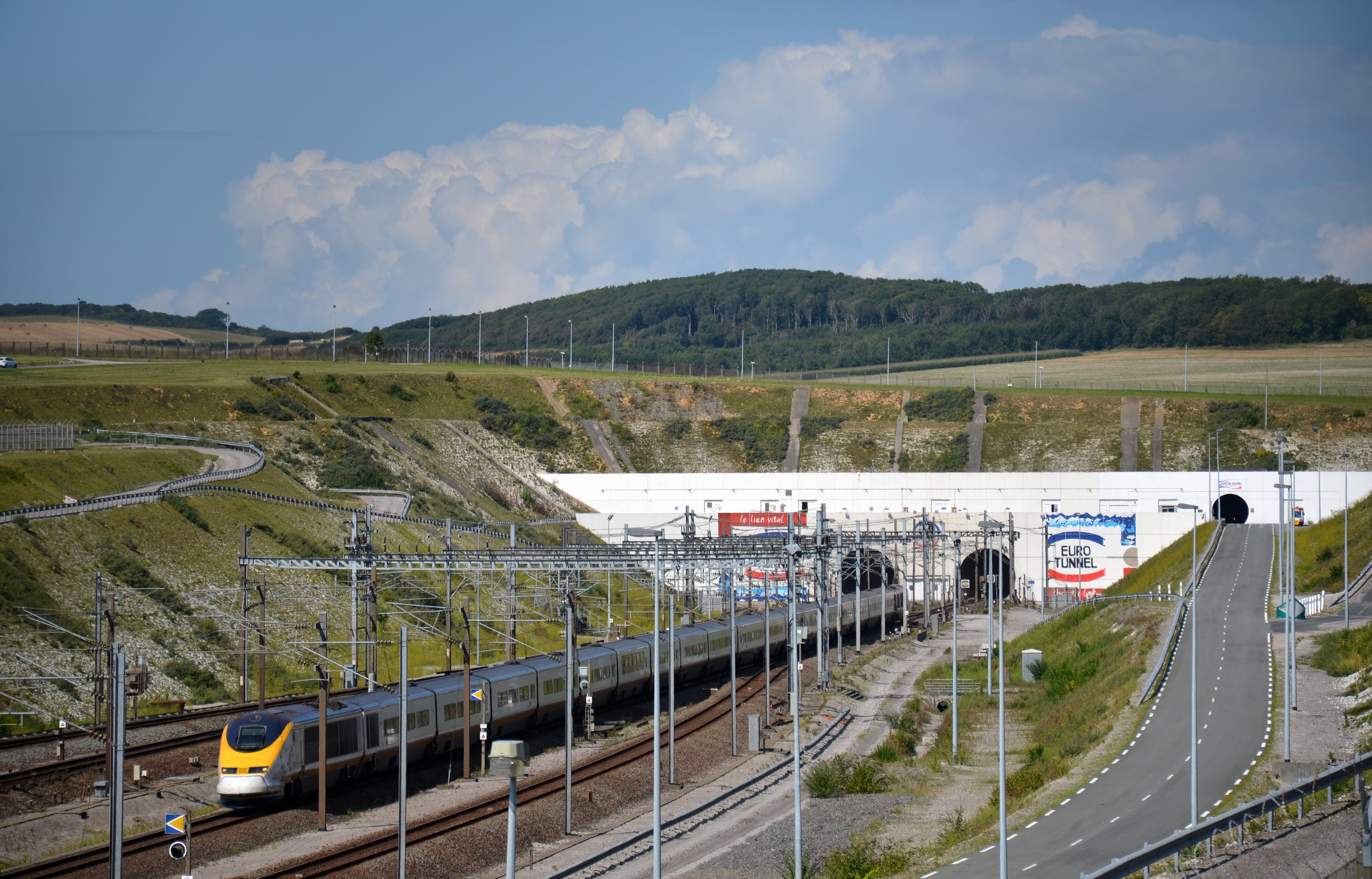
L´entrée dans le tunnel sous la Manche à Peuplingues, près de Coquelles.
Le terminal de Coquelles.

## Culture locale et patrimoine

### Lieux et monuments

#### Monument historique

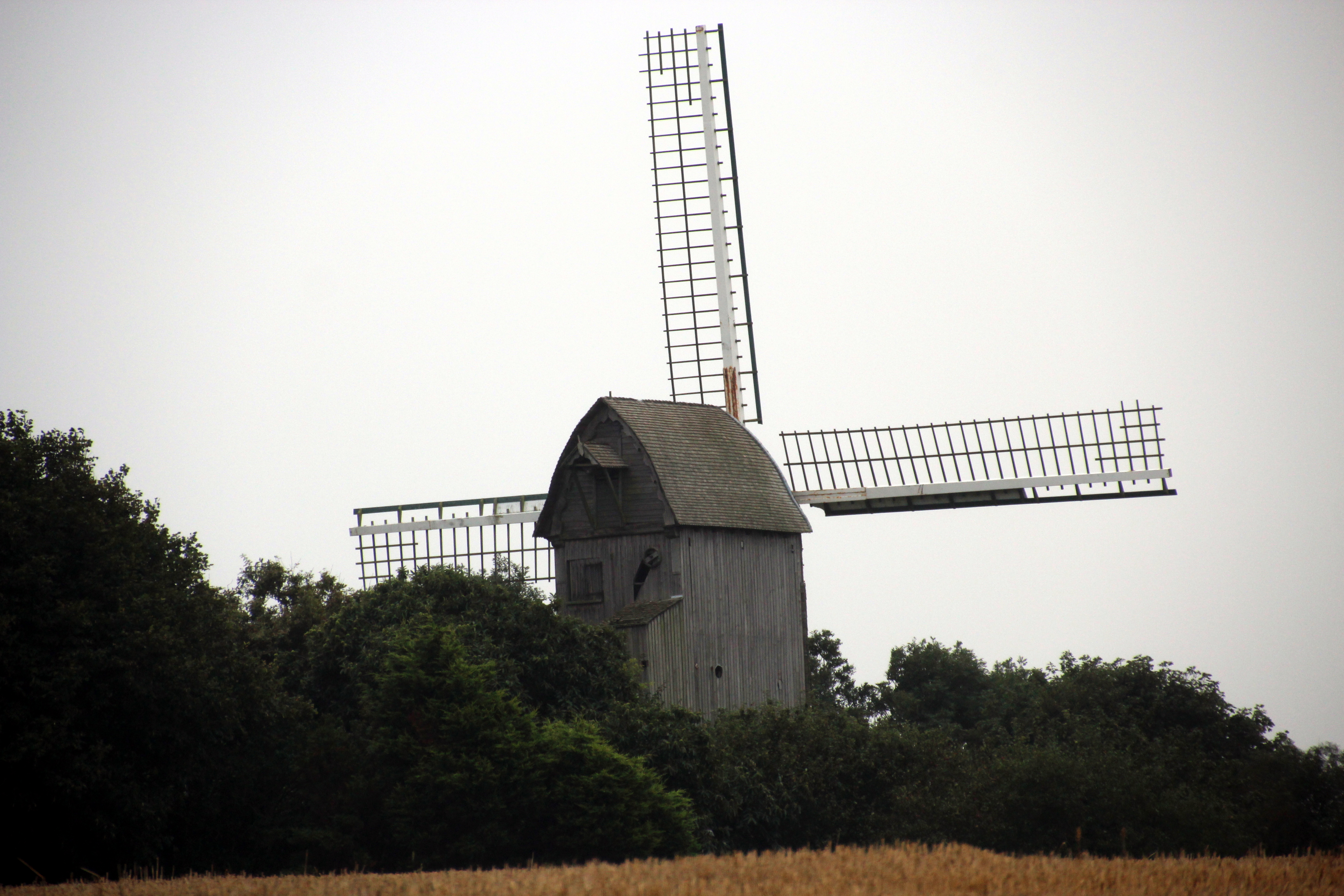
Le moulin à vent.

Le moulin à vent fait l’objet d’une inscription au titre des monuments historiques par arrêté du 14 novembre 1977.

#### Site classé
Un site classé ou inscrit est un espace (naturel, artistique, historique…) profitant d'une conservation en l'état (entretien, restauration, mise en valeur...) ainsi que d'une préservation de toutes atteintes graves (destruction, altération, banalisation...) en raison de son caractère remarquable au plan paysager. Un tel site justifie un suivi qualitatif, notamment effectué via une autorisation préalable pour tous travaux susceptibles de modifier l'état ou l'apparence du territoire protégé.
Dans ce cadre, la commune présente un site classé par arrêté du 10 avril 1912 : la vieille tour de l'ancienne église de Coquelles.

### Autres lieux et monuments
- Le tunnel sous la Manche et le terminal de Coquelles : beaucoup diront que le tunnel est situé à Calais, néanmoins l'entrée du tunnel ainsi que le site d'exploitation d'Eurotunnel sont situés à Coquelles.

L'aération du tunnel est assurée par d'immenses puits implantés à Sangatte.
L'un des tunneliers qui a réalisé le percement de l'ouvrage a été implanté sur un rond-point de la commune.
- Le monument aux morts[62].

### La commune dans les arts
- 2024 : L'Amour ouf, film réalisé par Gilles Lellouche, acteurs principaux François Civil, Adèle Exarchopoulos et Benoît Poelvoorde, scènes tournées à Coquelles, Marck et Offekerque, sortie prévue en octobre 2024[63],[64].

### Personnalités liées à la commune
- Achim Neumann (1939-), ingénieur civil porteur du projet du tunnel sous la Manche. La société Getlink lui rend hommage en apposant une plaque sur le site de Coquelles.
- Jean-Pierre Dickès (1942-2020), médecin, historien régionaliste, éditeur, essayiste et militant catholique, mort dans la commune.
- Lucas Chevalier (2001-), footballeur, gardien de but du Lille OSC et de l'équipe de France de football espoirs, a débuté le football au Sporting Club coquellois.

### Héraldique
| Blason de Coquelles | Blason  | De gueules au sautoir d’argent chargé en cœur d’un tourteau d’azur, accompagné en pointe d’une hure de sanglier aussi d’argent, défendue de sable. Devise / CriJe maintiendrai    |
| Blason de Coquelles | Détails | Il s'agirait des armes des seigneurs de Coquelles, à la différence près qu'à la place de la hure sanglier, ceux-ci auraient porté un sanglier entier. Adopté par la municipalité. |

## Pour approfondir